# トリンケット 〜小さな宝物〜
『トリンケット 〜小さな宝物〜』（原題: Trinkets）は、2019年に配信されたアメリカ合衆国のテレビドラマシリーズ。キルステン・スミスの同名小説を原作に、万引き依存症の3人の高校生を描く。企画・制作はエイミー・アンデルソン、エミリー・マイヤー、キルステン・スミス、出演はブリアナ・ヒルデブランド、キアナ・マデイラ、クインテッサ・スウィンデルなど。2019年6月14日にNetflixオリジナル作品として全世界へ配信され、2020年8月25日に最終第2シーズンが配信されて終了した。

## あらすじ
母を亡くし悲しみにくれる女子高校生のエロディー。新しい家にも転校先の学校にもなじめないエロディーは、同級生のタバサとモウを"万引き依存症者の会"で見つけ友人になる。

## キャスト

### メイン
エロディー
演 - ブリアナ・ヒルデブランド
モウ
演 - キアナ・マデイラ、吹替 - 折井あゆみ
タバサ
演 - クインテッサ・スウィンデル
ブレイディー
演 - ブランドン・バトラー
ノア
演 - オディッセアス・ジョージアディス
ダグ
演 - ラリー・サリヴァン
ジェンナ
演 - デイナ・グリーン

### リカーリング
ルカ
演 - ヘンリー・ザガ、吹替 - 増田俊樹
Spencer
演 - パーカー・ホール
Kayla Landis
演 - ジェシカ・リン・スキナー
Vicky Truax
演 - オクトーバー・ムーア
Sabine
演 - カット・カニング
Whit Foster
演 - リンデン・アシュビー
Lori Foster
演 - ジョイ・ブライアント、吹替 - 藤田奈央
Marquise
演 - オースティン・クルート
Chase
演 - ニック・ドダニ
Ben Traux
演 - アンドリュー・ジェイコブス
Jillian
演 - クロエ・レヴィーン

## エピソード
| シーズン | シーズン | 話数 | 話数 | 放送期間      | 放送期間      |
| -------- | -------- | ---- | ---- | ------------- | ------------- |
|          | 1        | 10   | 10   | 2019年6月14日 | 2019年6月14日 |
|          | 2        | 10   | 10   | 2020年8月25日 | 2020年8月25日 |

| 通算 話数 | タイトル                                                | 監督              | 脚本                                              | 公開日        |
| --------- | ------------------------------------------------------- | ----------------- | ------------------------------------------------- | ------------- |
| 1         | "鏡に映る自分" "Mirror Faces"                           | Sara St. Onge     | Amy Andelson & Emily Meyer                        | 2019年6月14日 |
| 2         | "ペーパー・タイガー" "Paper Tiger"                      | Sara St. Onge     | Linda Gase                                        | 2019年6月14日 |
| 3         | "大人の世界" "P*ssy Palace"                             | Clare Kilner      | Jess Meyer                                        | 2019年6月14日 |
| 4         | "ハッピーなんかじゃない誕生日" "Happy F**king Birthday" | Clare Kilner      | Amy Andelson & Emily Meyer                        | 2019年6月14日 |
| 5         | "大きな間違い" "Big Mistake"                            | Sherwin Shilati   | Matt Shire                                        | 2019年6月14日 |
| 6         | "バックミラー" "Rearview Mirror"                        | Sherwin Shilati   | Stephanie Coggins                                 | 2019年6月14日 |
| 7         | "自白薬" "Truth Serum"                                  | Hannah Macpherson | Jess Meyer & Kirsten "Kiwi" Smith                 | 2019年6月14日 |
| 8         | "憂鬱な月曜日に恋をして" "Monday I'm in Love"           | Hannah Macpherson | Amy Andelson & Emily Meyer                        | 2019年6月14日 |
| 9         | "ナイトマーケット" "Night Market"                       | Sara St. Onge     | Linda Gase                                        | 2019年6月14日 |
| 10        | "逃避行" "The Great Escape"                             | Sara St. Onge     | Amy Andelson & Emily Meyer & Kirsten "Kiwi" Smith | 2019年6月14日 |

## 製作
2018年10月15日、Netflixは本作の製作を発表した。2019年7月29日には、最終第2シーズンへの更新が発表された。

## 評価

### 批評
本作は批評集積サイトのRotten Tomatoesに8件のレビューがあり、批評家支持率は50%、平均点は10点満点で5.0点となっている。